# Z shell
Z shell (zsh) je unixový shell, který může být použit jako interaktivní přihlašovací shell a nebo jako mocný příkazový interpret pro psaní shellových skriptů. Zsh si lze představit jako rozšířený Bourne shell s velkou řadou vylepšení, včetně některých z nejužitečnějších funkcí Bashe, Korn shellu (ksh) a tcsh.

## Původ
Paul Falstad napsal první verzi v roce 1990, když byl studentem na Princeton University.

## Etymologie
Jméno shellu je odvozeno ze jména profesora Zhong Shao, který vedl asistenta na Princetonské univerzitě. Paula Falstada napadlo, že přihlašovací jméno pana profesora, „zsh“, by byl dobrý název pro shell.

## Vylepšení
- programovatelné doplňování/dokončování parametrů a voleb pro nejpoužívanější příkazy, řešené tzv. „out-of-box“ s podporou pro stovky příkazů
- sdílení historie příkazů všemi spuštěnými shelly
- vylepšené zpracování proměnných a datových polí
- editování víceřádkových příkazů v jednom bufferu
- kontrola správnosti zápisu příkazů, včetně možnosti automatického opravování
- různé režimy kompatibility, například zsh se může chovat jako Bourne shell, když je spuštěn jako /bin/sh
- plná přizpůsobitelnost
- nahrávatelné moduly, poskytující další služby například rozšířené matematické funkce, FTP klient, plná kontrola nad TCP a Unix domain sockety
- plně nastavitelný prompt, včetně možnosti umístit informace z promptu na pravou stranu obrazovky se schopností automatického skrytí v případě zapisování dlouhého příkazu
- vylepšené „file globbing“ umožňující specifikaci/vyhledání souborů ve všech podadresářích bez nutnosti spouštět externí program, jako například find

Obrovské možnosti tohoto shellu dobře vystihuje první věta z manuálu: „Because zsh contains many features, the zsh manual has been split into a number of sections“ a následuje seznam se 17 prvky.

### Oficiální stránky
- (anglicky) Primary site
- (anglicky) Sourceforge Project page
- (anglicky) Mailing List Archive
- (anglicky) ZSH Wiki

### Manuálové stránky
- (anglicky) http://www.root.cz/man/1/zsh

### Návody
- (česky) http://wiki.archlinux.org/index.php/Zsh_%28%C4%8Cesky%29
- (anglicky) http://www.gentoo.org/doc/en/zsh.xml

### Články
- (česky) Žůžo shell na root.cz
- (anglicky) Zzappers Best of ZSH Tips